# Azlan Muhibuddin Shah
Azlan Muhibuddin Shah, né le 19 avril 1928 à Batu Gajah et mort le 28 mai 2014 à Kuala Lumpur, est sultan de l'État de Perak de 1984 à sa mort et roi de Malaisie de 1989 à 1994.